# Caratinga
Caratinga är en stad och kommun i östra Brasilien och ligger i delstaten Minas Gerais. Kommunen har cirka 90 000 invånare, varav cirka 60 000 invånare bor i själva centralorten. Caratinga fick vissa administrativa rättigheter den 24 juni 1848 (områdets huvudort var Mariana), fick utökade rättigheter som distrikt den 1 december 1873 och blev slutligen en egen kommun den 6 februari 1890.

## Administrativ indelning
Kommunen var år 2010 indelad i elva distrikt:
- Caratinga
- Cordeiro de Minas
- Dom Lara
- Dom Modesto
- Patrocínio de Caratinga
- Santa Efigênia de Caratinga
- Santa Luzia de Caratinga
- Santo Antônio do Manhuaçu
- São Cândido
- São João do Jacutinga
- Sapucaia

## Befolkningsutveckling
| Område              | Areal (km²)   | Invånarantal 1 augusti 2000 | Invånarantal 1 augusti 2010 | Invånarantal 1 juli 2014 |
| ------------------- | ------------- | --------------------------- | --------------------------- | ------------------------ |
| Kommun              | 1 258,78      | 77 789                      | 85 239                      | 90 192                   |
| Urban befolkning    | Ingen uppgift | 62 338                      | 70 474                      | Ingen uppgift            |
| ...varav centralort | Ingen uppgift | 53 733                      | 61 397                      | Ingen uppgift            |